# John Seale
John Clement Seale (Warwick, Australia, 5 de octubre de 1942) es un director de fotografía australiano. Ha ganado el Óscar a la mejor fotografía gracias a la película El paciente inglés, de 1996.
Seale es hijo de Marjorie Lyndon (nacida con el apellido Pool) y Eric Clement Seale. Fue nominado al Óscar con su trabajo en Witness, Rain Man y Cold Mountain. Seale también ha dirigido una película Till There Was You, en 1990.

## Filmografía seleccionada
- BMX Bandits (1983)
- Witness (1985)
- The Mosquito Coast (1986)
- The Hitcher (1986)
- Children of a Lesser God (1986)
- Procedimiento ilegal (1987)
- Rain Man (1988)
- Dead Poets Society (1989)
- Till There Was You (1990, director)
- Lorenzo's Oil (1992)
- The Firm (1993)
- The American President (1995)
- Ghosts of Mississippi (1996)
- El paciente inglés (1996)
- City of Angels (1998)
- The Talented Mr. Ripley (1999)
- La tormenta perfecta (2000)
- Harry Potter y la piedra filosofal (2001)
- El cazador de sueños (2003)
- Cold Mountain (2003)
- Spanglish (2004)
- Poseidon (2006)
- Prince of Persia: The Sands of Time (2010)
- Mad Max: Fury Road (2015)

## Premios y distinciones
Premios Óscar
| Año  | Categoría        | Película           | Resultado |
| ---- | ---------------- | ------------------ | --------- |
| 1986 | Mejor fotografía | Witness            | Nominado  |
| 1989 | Mejor fotografía | Rain Man           | Nominado  |
| 1997 | Mejor fotografía | El paciente inglés | Ganador   |
| 2004 | Mejor fotografía | Cold Mountain      | Nominado  |
| 2016 | Mejor fotografía | Mad Max: Fury Road | Nominado  |